# Staniątki
Staniątki is een dorp in de Poolse woiwodschap Klein-Polen. De plaats maakt deel uit van de gemeente Niepołomice en telt ca. 3000 inwoners.

## Verkeer en vervoer
- Station Staniątki